# Ký ức Điện Biên
Ký ức Điện Biên là một bộ phim truyện Việt Nam sản xuất năm 2004, bộ phim truyện nhựa thứ sáu của đạo diễn Đỗ Minh Tuấn.
Bộ phim do Hãng phim truyện Việt Nam thực hiện và được nhà nước cấp kinh phí để kỷ niệm 50 năm chiến thắng Điện Biên Phủ. Theo dự kiến ban đầu, bộ phim sẽ mang tên Người hàng binh theo kịch bản của Nguyễn Thị Hồng Ngát và Đỗ Minh Tuấn, về sau phim được đổi tên thành Ký ức Điện Biên.

## Nội dung
Bộ phim diễn ra theo lời kể của Bạo, một lính vệ quốc đoàn trong chiến dịch Điện Biên Phủ. Nhiều năm sau chiến tranh, ông gặp lại Bernard, người hàng binh trước kia. Vào thời gian chiến tranh, Bernard là một lính Pháp quyết định đầu hàng đối phương. Bernard gặp Bạo và được Bạo đưa về vùng hậu cứ. Trong chuyến hành trình, Bernard bị thương và được y tá Mây chăm sóc, rồi Bạo và Bernard cùng có cảm tình với cô y tá Mây xinh đẹp và Bạo cũng thấy se lòng khi chạy đi lấy nước từ suối về chứng kiến cảnh Mây cho Bernard uống những giọt sương từ một bông hoa. Chứng kiến khí thế hào hùng của quân và dân Việt Nam, Bernard thay đổi thái độ, quay sang ủng hộ Việt Minh, nhưng anh vẫn ấp ủ những kỷ niệm về đồng đội cũ của mình, có lúc khóc khi nhìn chiếc bi-đông ghi tên người đồng đội tên Jacques đã chết.
Quan hệ giữa Bernard và Mây càng gần gũi khi Bernard tham gia làm anh nuôi, khiến Bạo bối rối và bất lực trước sự hấp dẫn của Bernard toát ra một cách tự nhiên trong từng cử chỉ chân thật, ân cần và lịch lãm. Bạo cố gắng kìm nén ghen tuông và đau khổ, nhưng CUỘC CHIẾN ĐẤU GIỮ ĐẤT của Việt Minh đã chuyển sang CUỘC CHIẾN ĐẤU GIỮ NGƯỜI ngay khi trận chiến Điện Biên bước vào giai đoạn cuối. Trong một đêm mưa, khi thấy vắng Bernard, nghĩ rằng Bernard bỏ trốn, Bạo đã vác súng đi tìm để giết anh. Mây đuổi theo can ngăn Bạo nhưng không được. Khi chứng kiến cảnh Bernard ngồi khóc giữa bãi xác đồng đội, Bạo như tỉnh ngộ. Chính trong khoảnh khắc bừng tỉnh tính nhân văn ấy, anh đã có Mây. Cảnh Mây ôm choàng lấy Bạo khi mũi súng hạ xuống hiện lên như bức tượng của nhân tính và tình yêu trên nền trời đêm rực rỡ những vệt pháo sáng bay lên. Sau này, khi Bạo và Bernard thực sự thành bè bạn, Bạo vẫn phải tiếp tục đối mặt với CUỘC CHIẾN ĐẤU GIỮ GÌN Ý NGHĨA cho trận chiến Điện Biên.
Đạo diễn Đỗ Minh Tuấn cho biết anh cố gắng tái hiện ký ức về chiến thắng Điện Biên Phủ từ góc nhìn nhân văn để xây dựng hình tượng điện ảnh về chiến thắng này theo cách nặn tượng bằng tuyết, vừa khôi phục những ký ức hào hùng cảm động, vừa thể hiện sự biến dạng và tan rã của những ký ức này. Bộ phim nỗ lực tiếp cận ba loại ký ức về chiến thắng Điện Biên Phủ:
1. Ký ức chiến tranh của lớp cựu binh già thuộc cả hai chiến tuyến với những kỷ niệm buồn vui hào hùng đầy tính nhân văn trong chiến trận dưới hình thức tả chân cổ điển, tái hiện khá đầy đủ hình hài, quy mô, diễn biến và không khí chiến tranh sinh hoạt như trong đời thực.
2. Ký ức thực dụng của lớp người sau kết hợp sự tưởng nhớ và kiêu hãnh với ý thức kinh doanh du lịch, điển hình là việc con trai của Bạo (diễn viên Chí Trung thủ vai) mở quán Điện Biên với các món ăn ở chiến trường xưa mời anh nuôi tên Túc - đồng đội của bố - về làm đầu bếp.
3. Ký ức ám ảnh vừa sai lệch vừa thăng hoa của lớp trẻ hiện nay được thể hiện qua những ấn tượng tâm thần về chim và hoa của cô bé Vân, cháu nội Bạo - những hình ảnh gắn liền với những kỷ niệm tình yêu của Bạo trong chiến dịch - và thể hiện qua màn múa đương đại mang tên "Ký ức Điện Biên" do Vân trình diễn tại Paris, trong đó hình ảnh Điện Biên xưa chỉ còn là những động tác co giật và những giai điệu chấm phá pha trộn giữa đau thương và hùng tráng.

Đạo diễn Đỗ Minh Tuấn phát biểu rằng đây là bộ phim kỷ niệm đầu tiên nhìn sự kiện lịch sử từ góc nhìn văn hóa đa chiều với cách tiếp cận đa phương tiện, đưa cả những màn múa đương đại hoành tráng với mấy trăm bộ đội múa trên đồi do nghệ sĩ Ea Sola Thủy dàn dựng trong thời gian gần một tháng. Trước đây, Đỗ Minh Tuấn cũng đưa trình diễn và sắp đặt vào phim Vua bãi rác biến cả bãi rác thành một sắp đặt nghệ thuật lung linh như Paris đêm Giáng Sinh.

## Sản xuất
Ký ức Điện Biên là một phim kỷ niệm, được nhà nước đầu tư 13 tỷ đồng, khoảng một triệu USD theo thời giá, một kinh phí cao so với các phim cùng thời. Từ khi bấm máy đến khi hoàn thành phim là 8 tháng. Những cảnh cuối của bộ phim được quay ở Paris. Bộ Văn hóa Thông tin và một số cơ quan chức năng đã không làm thủ tục cho diễn viên Kiều Anh sang Pháp quay phim, khiến dư luận lúc đó cho rằng đoàn phim không thể xuất ngoại. Tuy nhiên, đạo diễn Đỗ Minh Tuấn, sau khi lên Bộ văn hóa mắng những quan chức cản trở bộ phim ngay trước mặt hàng chục cán bộ của họ, đã sửa lại kịch bản để đoàn làm phim vẫn tiếp tục tới Paris thực hiện bộ phim, mặc dù không có diễn viên chính Kiều Anh cùng đi.
Khi phim ra mắt đã có hơn hai mươi tờ báo trong đó có các báo Thanh niên, Tuổi trẻ,Văn nghệ, Văn nghệ trẻ,Văn hoá, Thể thao Văn hoá, Tin tức,Nhân dân, Phụ nữ Việt Nam,Sài gòn Giải phóng, Điện ảnh Kịch trường, Điện ảnh ngày nay viết bài ca ngợi Ký ức Điện Biên là phim chiến tranh chân thực, hoành tráng, nhân văn và ấn tượng. Báo Tuổi Trẻ cho rằng bộ phim là bước đầu tiên của điện ảnh Việt Nam thoát khỏi lối mòn.
Chương trình thời sự của Đài Truyền hình Việt Nam tối 6-5-2004 đã đưa tin về bộ phim ra mắt, phát phóng sự quay trước cửa rạp sau buổi chiếu trong đó một số khán giả trong nước và người nước ngoài đã phát biểu về sự xúc động và tính nhân văn của phim.
Trong cuộc Hội thảo Vì một nền điện ảnh Việt Nam đổi mới và Hội nhập bên lề Liên hoan phim Việt Nam lần thứ 15 tổ chức tại Nam Định, nữ đạo diễn Việt Linh đã cho rằng Ký ức Điện Biên và Mê Thảo thời vang bóng có thể đưa vào chương trình giảng dạy về đạo diễn của các trường điện ảnh trong nước. "Ký ức Điện Biên" đã được mời tham dự một số LHP Quốc tế lớn như Locarno, Singapore. Năm 2006 "Ký ức Điện Biên" được 5 nước châu Á trong đó có Trung Quốc, Nhật Bản mua bản quyền khai thác từ 4 đến 15 năm để phát hành băng đĩa, chiếu rạp, chiếu TV, chiếu ở bệnh viện, máy bay và các nơi công cộng khác..
Tại LIên hoan phim Cannes tháng 5-2008, Ký ức Điện Biên đã được chú ý và thu hút thỏa thuận giao dịch mua bán cùng các phim Trái tim bé bỏng, Áo lụa Hà Đông, Hà Nội Hà Nội, Chuyện của Pao....Ký ức Điện Biên là phim đặt hàng, phim kỷ niệm duy nhất từ trước tới nay được xuất khẩu đến nhiều nước trên thế giới.
Tuy nhiên năm 2004 khi công chiếu lần đầu ở TP Hồ Chí Minh, phim được chiếu lại rạp Đống Đa ở quận 5, một trong những rạp hiện đại nhất TP. Hồ Chí Minh, gần khu tập trung đông dân cư người Hoa, họp báo hôm trước hôm sau đã chiếu không mấy người biết, nên trong ba ngày chiếu tại rạp Đống Đa chỉ bán được 60 vé. Không những thế, báo Sài gòn Giải phóng đưa tin phim ít người xem, gây một ấn tượng về sự thất bại và lãng phí.Thực tế là theo báo cáo của phát hành phim, tuần đầu chiếu nhân địp kỷ niệm 50 năm chiến thắng Điện Biên, bộ phim đã phục vụ hơn 30 ngàn lượt người xem. Sau đó Phát hành phim Quân đội và các công ty chiếu bóng địa phương đã tổ chức chiếu phim miễn phí hoặc bán vé giá rẻ phục vụ bộ đội và nhân dân ở các vùng nông thôn, miền núi và hải đảo, số lượt người xem lên tới hơn hai triệu.
Tại Hội thảo Giải pháp thu hút khán giả tại Liên hoan phim Việt Nam lần thứ 14, tại Ban Mê Thuột đạo diễn Đỗ Minh Tuấn cho rằng trong khi phim Gái nhảy  của Lê Hoàng đạt con số người xem là khoảng 400 ngàn lượt người thì phim Ký ức Điện Biên là 2 triệu lượt. Đỗ Minh Tuấn đưa ra quan điểm: "khán giả là người xem phim, có thể mua vé hoặc không, còn người bỏ tiền mua vé thì gọi là khách hàng". Trong Hội nghị được coi là Hội nghị Diên Hồng về Điện ảnh được tổ chức tại Đồng Mô ngày 25-9-2011 để lãnh đạo Bộ văn hóa nghe các nghệ sĩ đề xuất các giải pháp cứu điện ảnh quốc doanh khỏi tình trạng bế tắc và khủng hoảng, đạo diễn Đỗ Minh Tuấn đã chỉ ra cảnh ngộ "một cổ hai tròng" của ngành điện ảnh: khi duyệt, khi đặt hàng thì theo định hướng, khi đánh giá lại căn cứ vào hiệu quả thị trường. Ông khẳng định: Ký ức Điện Biên là một phim thành công cả về nghệ thuật và về hiệu quả chính trị xã hội vì phim đã đoạt giải Đạo diễn xuất sắc nhất của Cánh diều vàng 2004, đã đưa những ký ức lịch sử hào hùng tới hơn 2 triệu khán giả trong nước và góp phần đưa hình ảnh người Việt Nam anh hùng, nhân hậu tới hàng triệu khán giả quốc tế. Chưa có phim kỷ niệm nào làm được thế. Báo Nhân dân đầu tư bao nhiêu tiền cũng chưa làm được thế! Vậy mà vẫn có một số ý kiến căn cứ vào doanh thu để đánh giá phim Ký ức Điện Biên là lãng phí. Đó là cách đánh giá ngụy biện, đánh tráo đối tượng, đánh tráo tiêu chí và đánh tráo về mục đích làm phim".

## Giải thưởng
Tại Cánh diều vàng 2004
- Giải đạo diễn xuất sắc nhất cho Đỗ Minh Tuấn
- Giải khuyến khích đành cho phim truyện
- Giải âm nhạc xuất sắc nhất cho nhạc sĩ Trọng Đài